# Neohesperilla senta
The Senta Skipper (Neohesperilla senta) là một loài bướm ngày thuộc họ Bướm nhảy. It is found across the tropical phía bắc of Úc, bao gồm Tây Úc, Bắc Úc và Queensland.
Sải cánh dài khoảng 25 mm.
Ấu trùng ăn Themeda triandra.